# Shonn Greene
Shonn Greene (21 de Agosto de 1985, Sicklerville, Nova Jersey) é um ex-jogador de futebol americano que atuava como running back na National Football League. Jogou futebol americano universitário pela Universidade de Iowa.

## Carreira na NFL
Em 26 de abril de 2009, o New York Jets selecionou Greene na terceira rodada (123ª escolha) no Draft de 2009 da NFL. Em 30 de agosto, ele jogou pela primeira vez pelo Jets durante a pré-temporada em um jogo contra o Baltimore Ravens, mas ele deixou o jogo com uma contusão após mostrar bom desempenho. Na Semana 7 da temporada regular contra o Oakland Raiders, Greene correu para 144 jardas e fez dois touchdowns na vitória por 38 a 0.Em 27 de dezembro de 2009, ele correu com a bola 16 vezes para 95 jardas na vitória sobre o Indianapolis Colts. Em 9 de janeiro de 2010, Greene correu para 135 jardas e fez um touchdown na vitória por 24 a 14 em um jogo de playoff contra o Cincinnati Bengals. Sua melhor performance naquele ano veio contra o San Diego Chargers nos playoffs de divisão. Greene carregou a bola 23 vezes para 128 jardas. Ele marcou um touchdown de 53 jardas no quarto periodo dando a vitória aos Jets fazendo que o time chegasse a final da AFC pela primeira vez desde 1998. Mas o time perdeu na final de conferência para os Colts.
Após três anos em Nova Iorque, Greene assinou, em 23 de março de 2013, um acordo de 3 anos com o Tennessee Titans, por US$10 milhões de dólares. Foi dispensado no fim do ano seguinte.